# Cultura del cavall

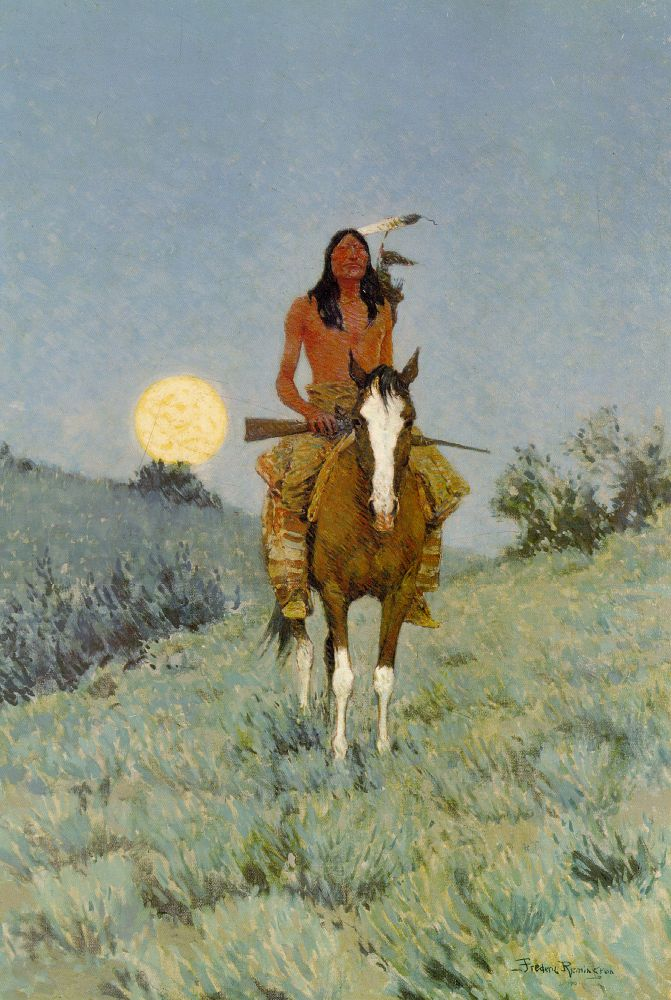
The outlier (1909) de Frederic Remington.

Es coneix com a cultura del cavall en les tribus natives dels Estats Units (horse culture) a l'estil de vida desenvolupat pels amerindis de les grans planes després de la introducció del cavall a les seves activitats quotidianes, aproximadament des del segle xvii fins a mitjans del segle xix. La criança d'aquest animal va induir canvis significatius en els hàbits de cacera, mobilització i bèl·lics.
Els grups ètnics que van adoptar a aquest animal incloïen als sioux, peus negres, crows, xeienes, arapahos, kiowes i comanxes.

## Antecedents
En el territori nord-americà van existir cavalls prehistòrics, els quals es van extingir fa 10.000 anys. Abans de l'arribada dels pioners a l'oest dels Estats Units, les grans planes van estar poblades per diferents ètnies ameríndies que subsistien de la caça i l'agricultura. També grans ramats de bisons creuaven les extensions, de les quals es beneficiaven aquestes poblacions mobilitzant els seus campaments dues vegades l'any per caçar aquests animals. Ho feien en començar l'estiu, abans de sembrar, i després del tardor, un cop feta la collita. Un mètode usual era espantar (mitjançant homes o gossos) cap a un precipici des del qual les bèsties queien mortes o lesionades. Durant aquestes migracions els natius vivien en els seus tipis, tendes de fàcil mobilització.
L'adopció del cavall en les activitats diàries d'aquests pobles es va implantar a poc a poc. Amb la presència dels espanyols a la zona de Nou Mèxic eren molts els ranxers que posseïen aquests animals, als nadius els era prohibit genets i posseir -molts els tenien terror-, però alguns van aprendre a conviure amb ells. Des del segle xvii diversos conflictes van provocar la seva adquisició, per exemple, el tràfic d'armes per part francesos i anglesos a canvi de pells. Se sap que uns utes que havien estat duts per espanyols cap a Nou Mèxic per sotmetre'ls a treballs forçats, van aconseguir escapar i emportar-se uns quants cavalls. Amb el temps aquesta ètnia es convertiria en un important poble de la zona de la Gran Conca. També els taos van agafar cavalls portant-los a la zona de Kansas, i d'allà els van estendre als comanxes, wichita, kiowes i altres ètnies. Amb la rebel·lió Pueblo de 1680 molts cavalls van ser deixats a disposició dels natius.

Particularment els comanxes serien considerats entre els genets més destacats. Una dita a Texas era:
| « | L'home blanc munta al mustang fins cansar-lo, el mexicà el muntarà un dia de tant en tant fins que consideri que està esgotat, el comanxe el portarà per tot allà on vagi . | » |

## Expansió del cavall

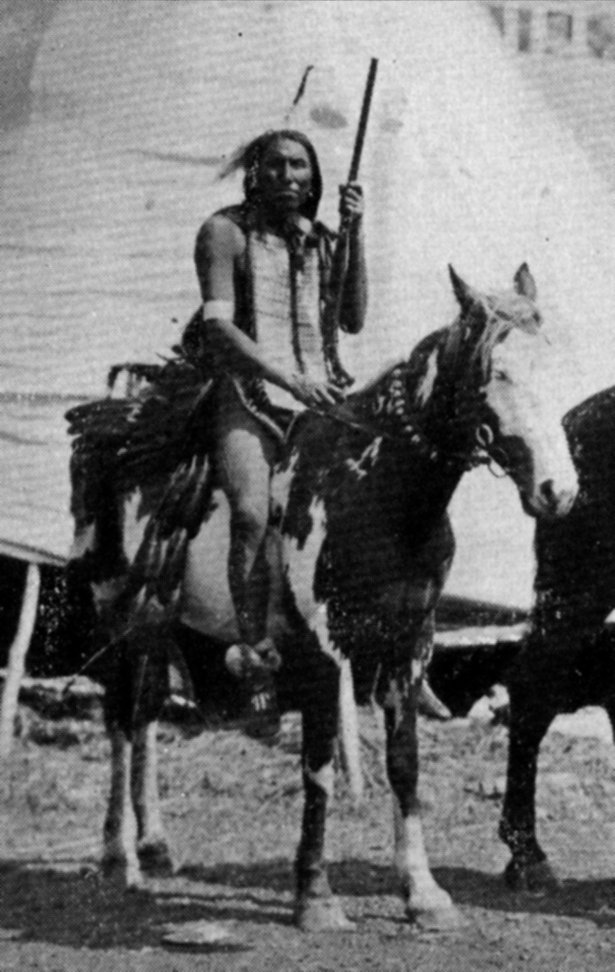
Cap sioux Lone Elk.

A mitjan segle xvii grups de dakota - coneguts després com a assiniboines en les muntanyes Rocoses i sioux a les planes-es van escindir d'altres tribus a Minnesota i van emigrar a les grans planes, i van començar a adoptar el cavall a la cacera del bisó. Per 1760 totes les tribus d'aquesta zona havien adquirit el cavall. El comerç amb els traficants de pells des de l'est també va afavorir l'obtenció de l'animal. Altres maneres d'apropiació van ser per les guerres i incursions bèl·liques en altres poblats.
Amb els cavalls (anomenats usualment pels amerindis ponies), els caçadors podien obtenir el doble del que usualment obtenien a peu. A mesura que això es va anar popularitzant algunes ètnies van abandonar els seus hàbits sedentaris i es van tornar nòmades. La importància de caçar el bisó es devia al fet que proveïa importants entrades: carn, vestit fet del seu cuir, diversos utensilis fets de les banyes i ossos, i combustible de l'excrement ressec. Encara que es creu generalment que els amerindis usaven rifles per a la caça, aquests eren usats rarament, doncs era preferit l'arc i la sageta, fins que va arribar a les seves mans el rifle de retrocàrrega. El cavall usat per a aquesta activitat era anomenat Buffalo Horse, el qual era protegit pels seus propietaris, capturar un cavall durant un conflicte es considerava un honor.
Encara que l'arribada del cavall va induir canvis en l'estil de vida de les ètnies, aquesta no va canviar substancialment, doncs les mateixes activitats ancestrals eren realitzades, amb la diferència que en aquest moment van ser simplificades amb el maneig del cavall. La seva propietat era signe de prestigi i de poder dins d'una tribu, també facilitava el nombre de dones al voltant de l'amo. Alhora, algunes quantitats eren cedides a altres pobles veïns per a la caça del búfal com a signe de generositat.
Amb la irrupció dels habitants des de l'est envaint els territoris amerindis, aquests van quedar enmig de diversos conflictes al llarg i ample del territori perdent les seves possessions, entre elles els cavalls. A finals del segle xix molts nadius van ser confinats en reserves.
La relació entre els nadius i aquest animal es va convertir en part del romanticisme del vell oest nord-americà per mitjà de pintures, pel·lícules i llibres.

## Amèrica del Sud
Es pot dir que es va generar una altra cultura al voltant del cavall i es va produir paradoxalment en l'altre extrem del continent americà, és el cas de charrúas, maputxes, tehuelches i altres pobles de les pampes i Patagònia en els actuals Argentina, Xile i Uruguai. Aquests pobles van adoptar el cavall i el van introduir en la seva cultura destacats per ser destres genets, fet que també transformà els seus mètodes de caça, comerç, vestimentes i habitatge, els va permetre expandir-se a altres territoris, així com un important element en assumptes bèl·lics.

## Galeria d'imatges

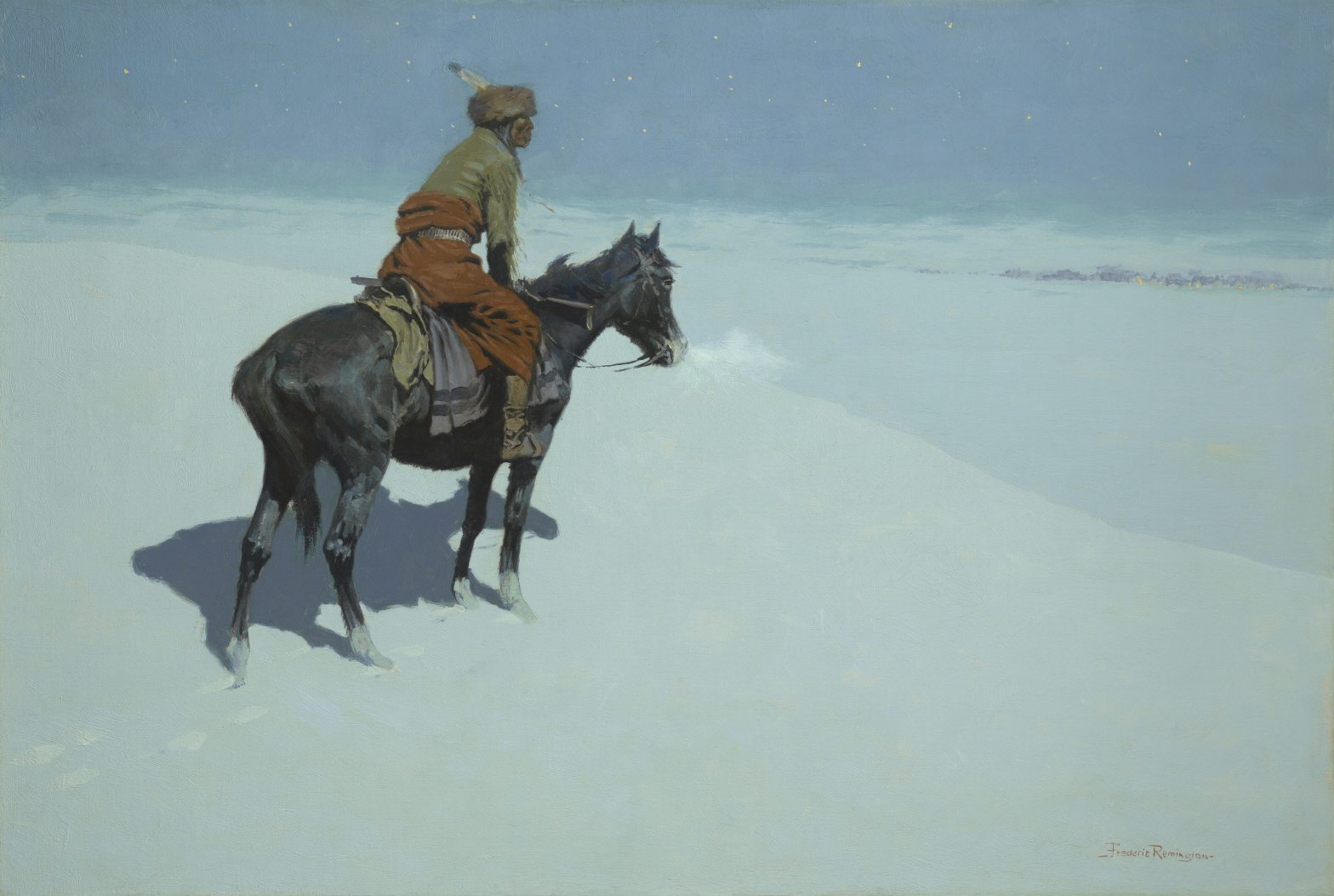
The Scout, Friends or foEs, Frederic Remington.
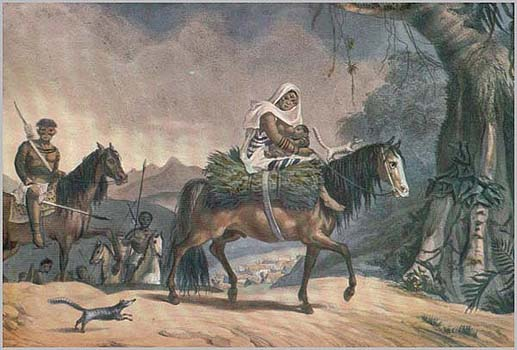
A family of Native Americans, Jean Baptiste Debret.
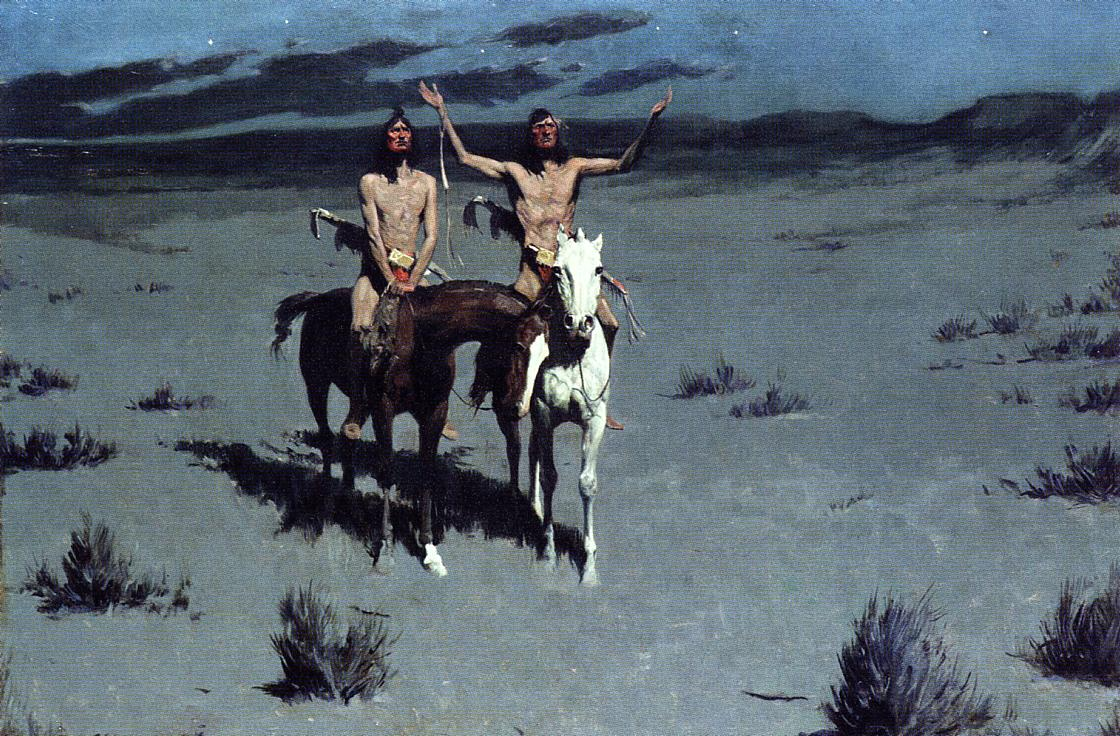
Pretty Mother of the Night..., Frederic Remington.
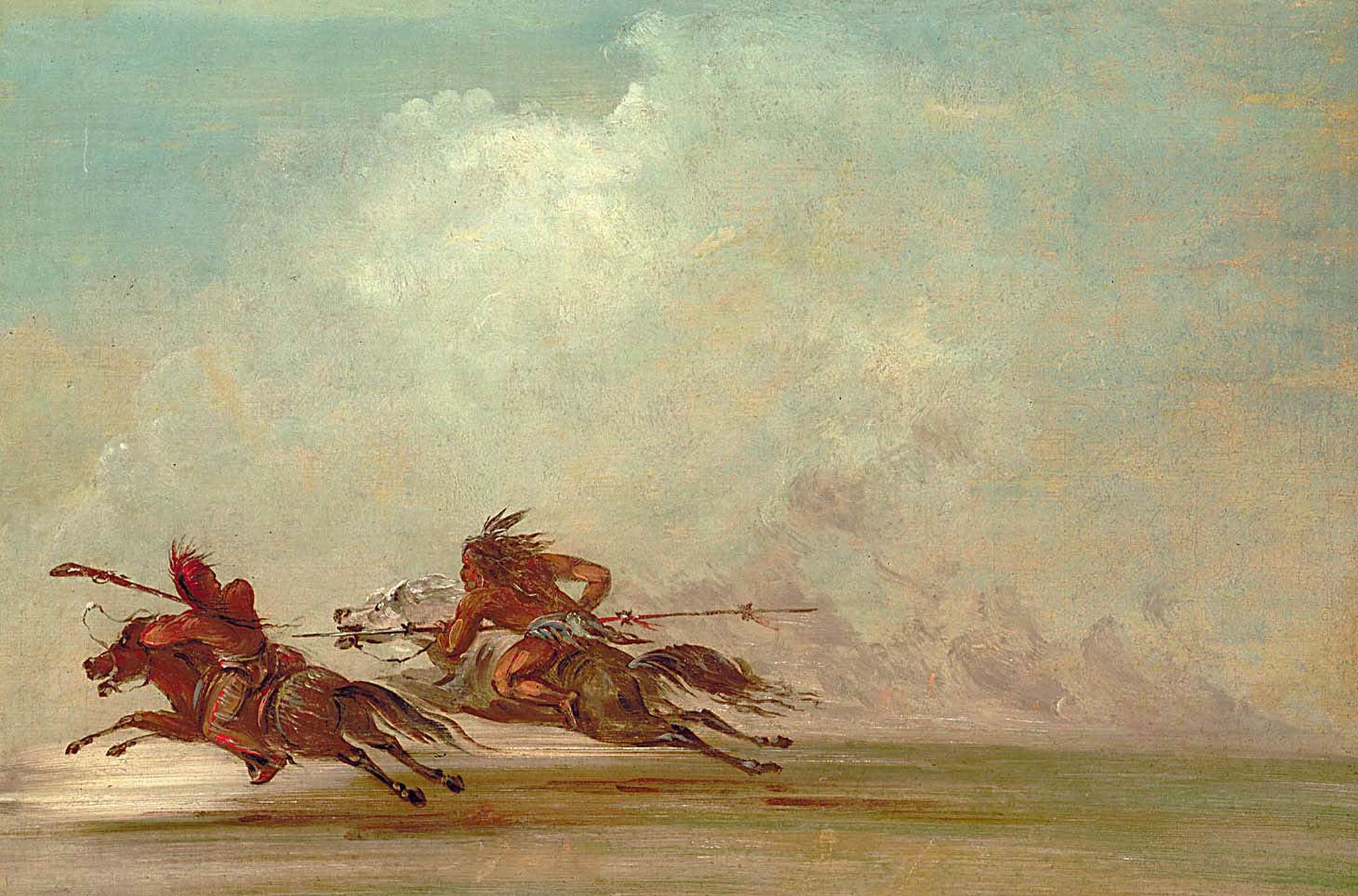
Comanche Osage fight, George Catlin.
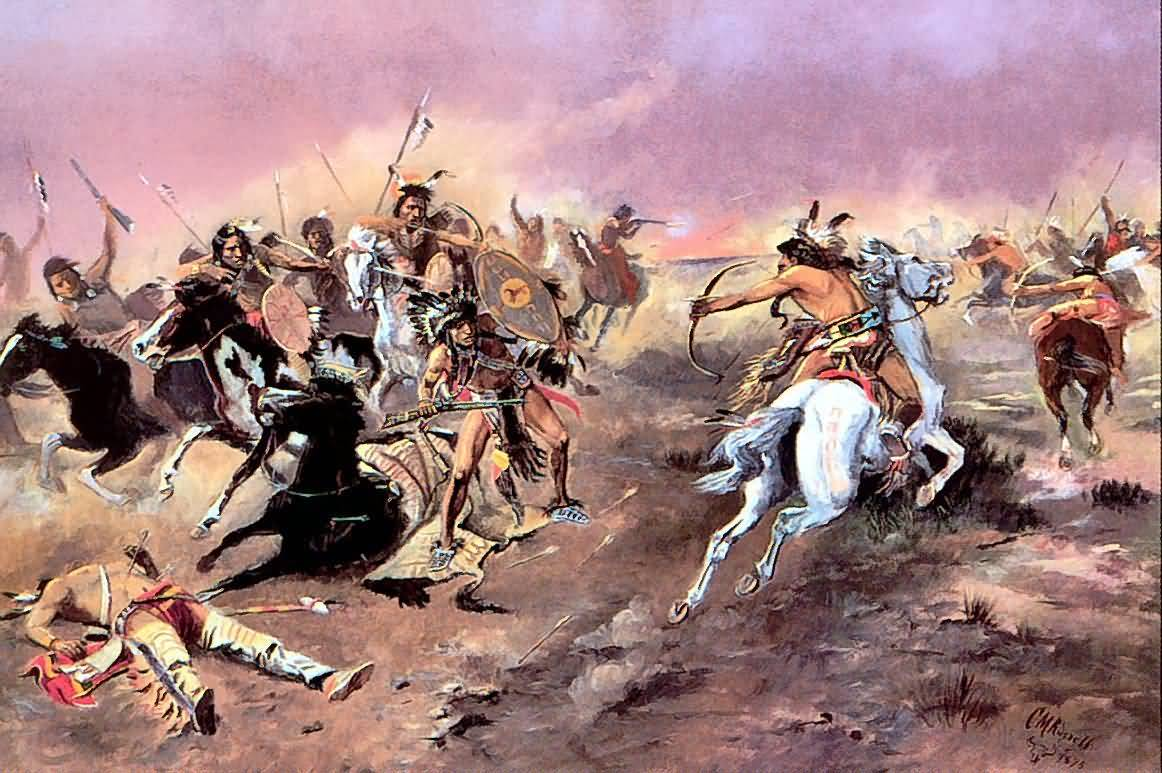
For Supremacy, Charles Marion Russell.
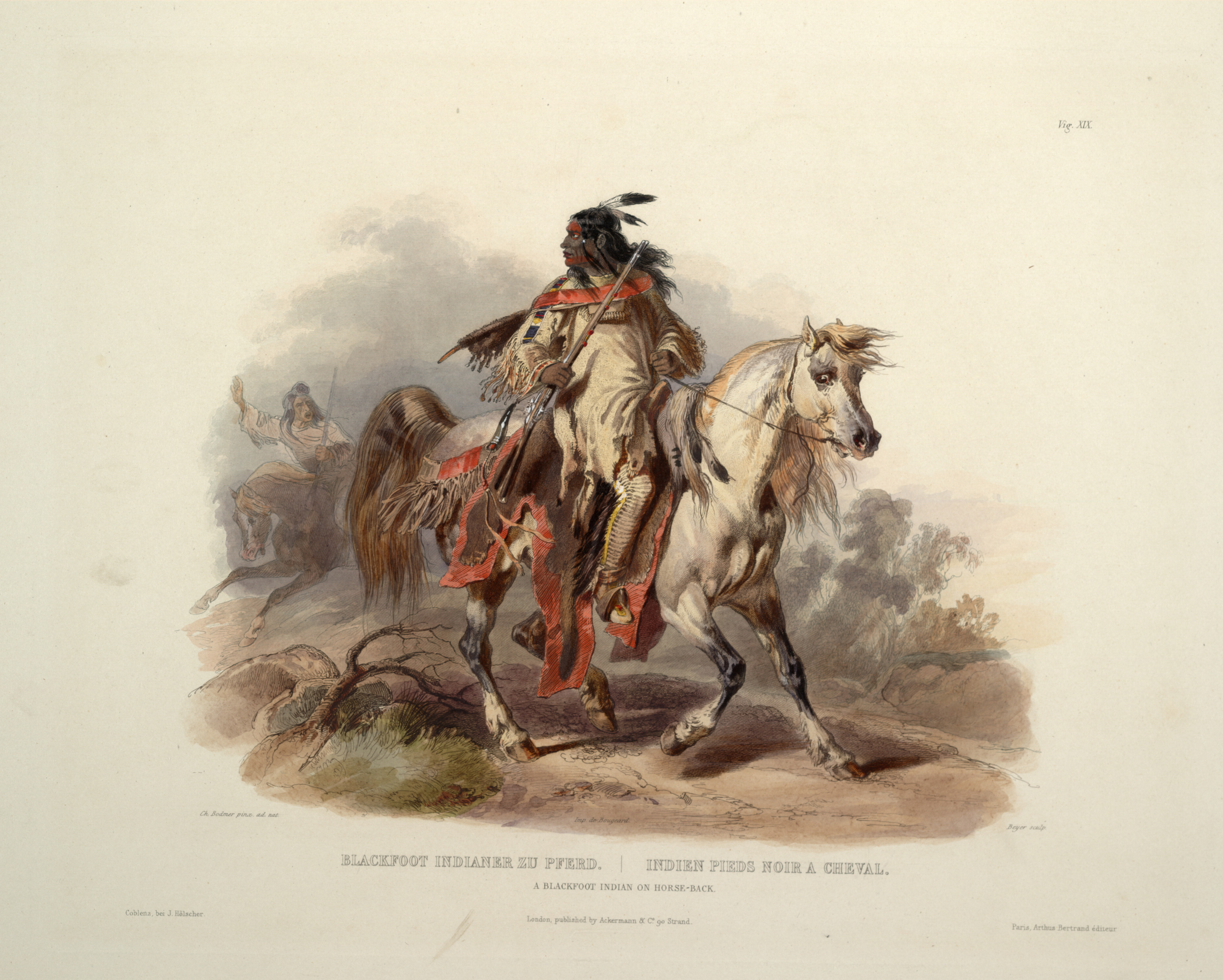
A Blackfoot Indian on Horseback, Karl Bodmer.
The Last of the Buffalo, Albert Bierstadt.
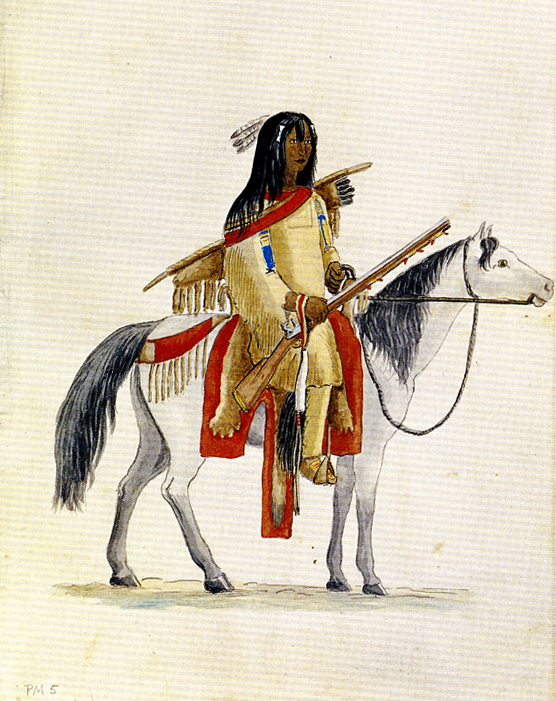
Indian on Horseback, Maximilian zu Wied-Neuwied.